# Хохулі
Хохулі (Desmanini) — триба ссавців із родини кротових (Talpidae). Містить 2 сучасні види. Це напівводні комахоїдні тварини. У них перетинчасті лапи. Вид хохуля руська має перерваний ареал від лівого берега Дніпра до басейну річки Урал. Піренейська хохуля живе на північному заході Піренейського півострова і в Піренеях. Обидва види перебувають під загрозою вимирання. Хохулі були різноманітною й широко розповсюдженою групою в епоху міоцену, при цьому один рід, Gaillardia, був присутній у Північній Америці. Вважається, що обидва живі види походять від викопного роду Archaeodesmana.